# Barcinek (Pobiedziska)
Barcinek ist ein Ortsteil in der Gmina Pobiedziska im Powiat Poznański der Woiwodschaft Großpolen im westlichen Zentral-Polen. Der Ort befindet sich etwa 10 km westlich von Pobiedziska und 14 km nordöstlich der Landeshauptstadt Poznań und gehört zum Schulzenamt Jerzykowo.

## Geschichte
Der Ort gehörte nach der Zweiten Teilung Polens 1793 erst zum Kreis Posen und nach dessen Umbildung 1887 zum Kreis Posen-Ost. Am 1. Dezember 1910 hatte der Ort 48 Einwohner.
In den Jahren 1975 bis 1998 gehörte der Ort zur Woiwodschaft Posen.